# Silvester
Silvester je moško osebno ime.

## Izvor imena
Ime Silvester izhaja iz latinskega imena Silvestris. To povezujejo s pridevnikom silvestris v pomenu besede »gozdni, v gozdu živeč«, to je »gozdni prebivalec, hostnik«

## Različice imena
- moške različice imena: Silvan, Silvano, Silver, Silveri, Silverij, Silvestar, Silvi, Silvin, Silvij, Silvijan, Silvije, Silvijo, Silin, Silvijan, Silvijo, Silvio, Silvo
- ženska različica imena: Silvestra

## Tujejezikovne različice imena
- pri Čehih: Silvestr, Sylvestr
- pri Italijanih: Silvestro
- pri Madžarih: Szilvester
- pri Nemcih: Silvester
- pri Poljakih: Sylwester
- pri Rusih: Сильвестр (Silvestr)
- pri Srbih: Силвестер (Silvester)
- pri Švedih: Sylvester

## Pogostost imena
Po podatkih Statističnega urada Republike Slovenije je bilo na dan 31. decembra 2007 v Sloveniji število moških oseb z imenom Silvester: 1.720. Med vsemi moškimi imeni pa je ime Silvester po pogostosti uporabe uvrščeno na 123. mesto.

## Osebni praznik
V našem koledarju z izborom svetniških imen, udomačenih med Slovenci in njihovimi godovnimi dnevi po novem bogoslužnem koledarju je ime Silvester zapisano 2 krat. Pregled godovnih dni v katerih poleg Silvestra godujejo še Silvo, Silva in osebe katerih imena nastopajo kot različice navedenih imen.
- 26. november, Silvester, opat († 26. nov. 1267)
- 31. december, Silvester I., papež († 31. dec. 335)

## Priimki nastali iz imena
Iz imena Silvester so nastali naslednji priimki: Silvester (priimek), Bešter, Vester, Vešter